# Csu Csen
Csu Csen (Zhū Chén (諸宸, Csu Csen), egyszerűsített kínai írással: 诸宸, a nemzetközi szakirodalomban Zhu Chen) (Vencsou (Wēnzhōu Shì) Csöcsiang (Zhèjiāng)), 1976. március 16. –) kínai, katari női sakkozó, nemzetközi nagymester, a tizenegyedik női sakkvilágbajnok (2001–2004), rapidsakk világbajnok, U12 ifjúsági sakkvilágbajnok, kétszeres U20 junior sakkvilágbajnok, háromszoros olimpiai bajnok, Kína háromszoros női sakkbajnoka.

## Élete és sakkpályafutása
1988-ban, 12 éves korában első kínai sakkozóként nyert világversenyt, amikor az U12 ifjúsági sakkvilágbajnokságon a lányok között megszerezte az 1. helyet. 1994-ben és 1996-ban az U20 korosztályos junior sakkvilágbajnokságot nyerte meg. 1994-ben Ázsia junior bajnokságán is aranyérmet szerzett.
1992-ben, 1994-ben és 1996-ban Kína felnőtt női sakkbajnoka. 1997-ben Kína férfi egyéni bajnokságán a 2. helyet szerezte meg.
2001-ben a kieséses rendszerű női sakkvilágbajnokságon a döntőben legyőzve Alekszandra Kosztyenyukot megszerezte a világbajnoki címet, és a címmel a nemzetközi nagymester fokozatot. 2004-ben terhessége miatt nem indult a versenyen, így címét nem védte meg.
2011-ben az Arab Játékokon mind a hagyományos, mind a rapid-, mind a villámsakk kategóriában aranyérmet szerzett a nők között.
1994-ben Malájziában ismerkedett meg későbbi férjével, akivel 2000-ben összeházasodott. Férje Katar első sakknagymestere, Mohamad Al-Modiahki. 2006-ban katari állampolgárságot kapott, és az ország válogatottjában együtt játszanak a csapatversenyeken. Két gyerekük van. A Csinghua Egyetemen szerzett mesterdiplomát.
Jelenleg is játszik a kínai csapatbajnokságon, ezért Katar és Kína között gyakran ingázik.

## Szereplései a világbajnokságokon
Először 1995-ben jutott be a világbajnokjelöltek Kisinyovban rendezett zónaközi versenyébe, ahol a svájci rendszerű versenyen a 19. helyezést érte el.
A 2000-es, első kieséses rendszerű (knock out) világbajnokságon az Élő-pontszám szerinti első 64 versenyzőt hívták meg, hogy döntsenek a világbajnoki címről, amelyen a címvédőnek is indulnia kellett. Az Új-Delhiben rendezett versenyen végül 61-en indultak el. Csu Csen (Zhū Chén) az első fordulóban esett ki.
A 2001-es világbajnokságra Moszkvába az Élő-pontszám szerinti első 64 versenyzőt hívták meg. Nem indult Polgár Judit, aki a férfi világbajnoki versenyen vett részt, a címvédő Hszie Csün (Xiè Jūn) pedig befejezte az aktív versenyzést. Mellettük hiányzott még az első 20-ból a nevesebb versenyzők közül Pia Cramling, Kónéru Hanpi és Polgár Zsófia is. Csu Csen (Zhū Chén) az első fordulóban Elisa Maggiolo, a másodikban Szvetlana Petrenko, a harmadikban Alisa Marić, a negyeddöntőben Nino Khurtsidze ellen győzött. Az elődöntőben az exvilágbajnok Maia Csiburdanidze ellen diadalmaskodott, majd a döntőben Alekszandra Kosztyenyuk legyőzésével nyerte el a női világbajnoki címet. Ezzel ő lett a sakk történetének 11. világbajnoka, és a második kínai női világbajnok.
A 2004-es világbajnokságon terhessége miatt nem vett részt, ezzel elvesztette a lehetőséget, hogy világbajnoki címét megvédje.
A 2006-os világbajnokságon, amely az előzőekhez hasonlóan a világranglista első 64 helyezettje között kieséses rendszerben zajlott, az első fordulóban vereséget szenvedett a kubai Maritza Arribastól.
A 2010-es világbajnokság idején már csak a világranglista 19. helyén állt, ennek ellenére kiválóan szerepelt. Az első fordulóban Nafisa Muminova, a másodikban Monika Soćko ellen győzött. A harmadik fordulóban a világbajnoki címig menetelő Hou Ji-fan (Hóu Yìfán) állította meg.
A 2012-es világbajnokság idején a ranglista 17. helyezettje volt. Az első fordulóban a fehérorosz Nastassia Ziaziulkina ellen győzött, a második fordulóban azonban alulmaradt az exvilágbajnok Antoaneta Sztefanova ellenében, aki egészen a döntőig jutott.
A 2013–2014-es világbajnoki sorozatban a Grand Prix-n Csu Csen (Zhū Chén) csak egy versenyen játszott, így a sorozat összesítésében a sereghajtók között végzett.
A 2017-es világbajnokságon a Katarban rendezett Z3.1-es zónaverseny győzteseként indulhatott a kieséses rendszerű versenyen, ahol a második fordulóban a kínai Csü Ven-csün ütötte el a továbbjutástól.

## Szereplései a sakkolimpiákon
1994 és 2002 között öt sakkolimpián vett részt, amelyeken csapatban 3 arany, 1 ezüst és 1 bronz, egyéniben 4 arany és 1 ezüstérmet szerzett.
| Év   | Olimpia             | Helyszín                 | Tábla   | Győzelem | Vereség | Döntetlen | %    | Helyezés egyéni       | Helyezés csapat |
| 1994 | 16. női sakkolimpia | Moszkva ( Oroszország)   | 1.tart. | 8        | 1       | 3         | 79,2 | Ezüstérem             | Bronzérem       |
| 1996 | 17. női sakkolimpia | Jereván ( Örményország)  | 2.      | 9        | 2       | 2         | 76,9 | Aranyérem · Aranyérem | Ezüstérem       |
| 1998 | 18. női sakkolimpia | Eliszta ( Oroszország)   | 2.      | 5        | 0       | 6         | 72,7 | 6.                    | Aranyérem       |
| 2000 | 19. női sakkolimpia | Isztambul ( Törökország) | 2.      | 7        | 0       | 4         | 81,8 | Aranyérem · Aranyérem | Aranyérem       |
| 2002 | 20. női sakkolimpia | Bled ( Szlovénia)        | 1.      | 5        | 3       | 4         | 58,3 | 22.                   | Aranyérem       |

## További csapateredményei
2006-ban, 2010-ben és 2014-ben a katari férfiválogatott 3. táblásaként játszott a sakkolimpián.
1995-ben és 2003-ban tagja volt Ázsia csapatbajnokságán az első helyezést szerzett kínai válogatottnak, és mindkét alkalommal egyéni eredménye is a legjobb volt a tábláján.
A női bajnokcsapatok Európa Kupájában 2007-ben a CE de Monte Carlo csapatával arany, 2011-ben a MIKA Yerevan csapatával bronzérmet szerzett.
A Pán-arab játékokon 2011-ben Katar női csapatának első táblásaként 93,8%-os teljesítményével a csapatot a 4. helyre vezette, egyénileg a mezőny legjobb eredményét érte el.
Az Ázsia játékokon 2006-ban Katar csapatával a női táblán elért 77,8%-os eredményével egyéni ezüstérmet szerzett.

## Kiemelkedő versenyeredményei
A világbajnoki címért folyó versenyeken és mérkőzéseken kívül:
- 1995: Ázsia bajnokság, Szingapúr, 2. helyezés[26]
- 1998: Ubeda Open, 1–2. helyezés[27]
- 1999: Yangon, 3–4. helyezés[28]
- 1999: Neckar open, Deizisau, 5. helyezés[29]
- 2000: FIDE világkupa, Shenjang, 1. helyezés[30]
- 2001: Klompendans verseny, Amszterdam, 2. helyezés[31]
- 2005: Barcelona, 1–3. helyezés[32]
- 2006: 21. Acropolis Open, 6–10. helyezés[33]
- 2006: North Urals Cup, 2. helyezés[34]
- 2007: 10. Bajor nyílt nemzetközi mesterverseny, Bad Wiessee, holtversenyes 3. helyezés[35]
- 2007: North Urals Cup, 1. helyezés[36]
- 2009: Ázsia bajnokság 3.1 zónaverseny, 1. helyezés[37]
- 2009: Pán-Arab bajnokság, 1. helyezés[38]
- 2010: FIDE Grand Prix, Nalcsik, 5. helyezés[39]
- 2010: Párizs nemzetközi bajnoksága, holtversenyes 4. helyezés[40]
- 2011: Női nagymesterverseny, Hangzhou, 5–7. helyezés[41]
- 2011: Pán-arab játékok, villámverseny, 1. helyezés[42]
- 2011: Pán-arab játékok, rapidverseny, 1. helyezés[43]
- 2011: Pán-arab játékok, 1. helyezés[44]
- 2012: Curso Master de Swiss Manager, 5. helyezés[45]
- 2013: 3.1 zónaverseny, Doha, 1. helyezés[46]
- 2013: Ázsia bajnokság villámverseny, Manila 4–7. helyezés[47]
- 2013: Incheon, Dél-Korea, 4. helyezés[48]
- 2013: Incheon, Dél-Korea, rapidverseny, holtversenyes 4. helyezés[49]
- 2013: Incheon, Dél-Korea, villámverseny, holtversenyes 2. helyezés[50]
- 2013: Arab bajnokság, Abu-Dhabi, 1. helyezés[51]
- 2013: Arab bajnokság, villámsakk, Abu-Dhabi, 1. helyezés[52]
- 2013: Arab bajnokság, rapidsakk, Abu-Dhabi, 3. helyezés[53]
- 2014: 4. női nagymesterverseny, Wu Xi, 4. helyezés[54]

## Emlékezetes játszmái
- Alexandra Kosteniuk vs Zhu Chen, világbajnoki döntő, 2001. 0–1
- Zhu Chen vs Mark Taimanov, Copenhagen, 1997. 1–0
- Zhu Chen vs Alexandra Kosteniuk, világbajnoki döntő 2001. 1–0